# Водопады на реке Даннс-Ривер
Водопады на реке Даннс-Ривер (англ. Dunn's River Falls) — ряд каскадов, находящихся около города Очо-Риос на Ямайке. Являются одним из главных туристических мест страны. Входят в состав природного парка Dunn’s River Falls & Park.
Высота водопадов — около 180 м; вода низвергается по многочисленным уступам и стекает прямо в Карибское море. Среди туристов популярно восхождение по уступам, значительно облегчённое их формой и помощью гидов природного парка.

## В истории и культуре
В 1657 году во время англо-испанской войны около водопадов прошло сражение, победу в котором одержали англичане, в конечном итоге овладевшие всей Ямайкой.
Водопады «снимались» в фильме «Доктор Но», первой картине бондианы: на их фоне прогуливается персонаж Урсулы Андресс.